# Chorispora sabulosa
Chorispora sabulosa är en korsblommig växtart som beskrevs av Jacques Cambessèdes. Chorispora sabulosa ingår i släktet hönsrättikor, och familjen korsblommiga växter. Inga underarter finns listade i Catalogue of Life.